# Здание генеральной дирекции АвтоВАЗа

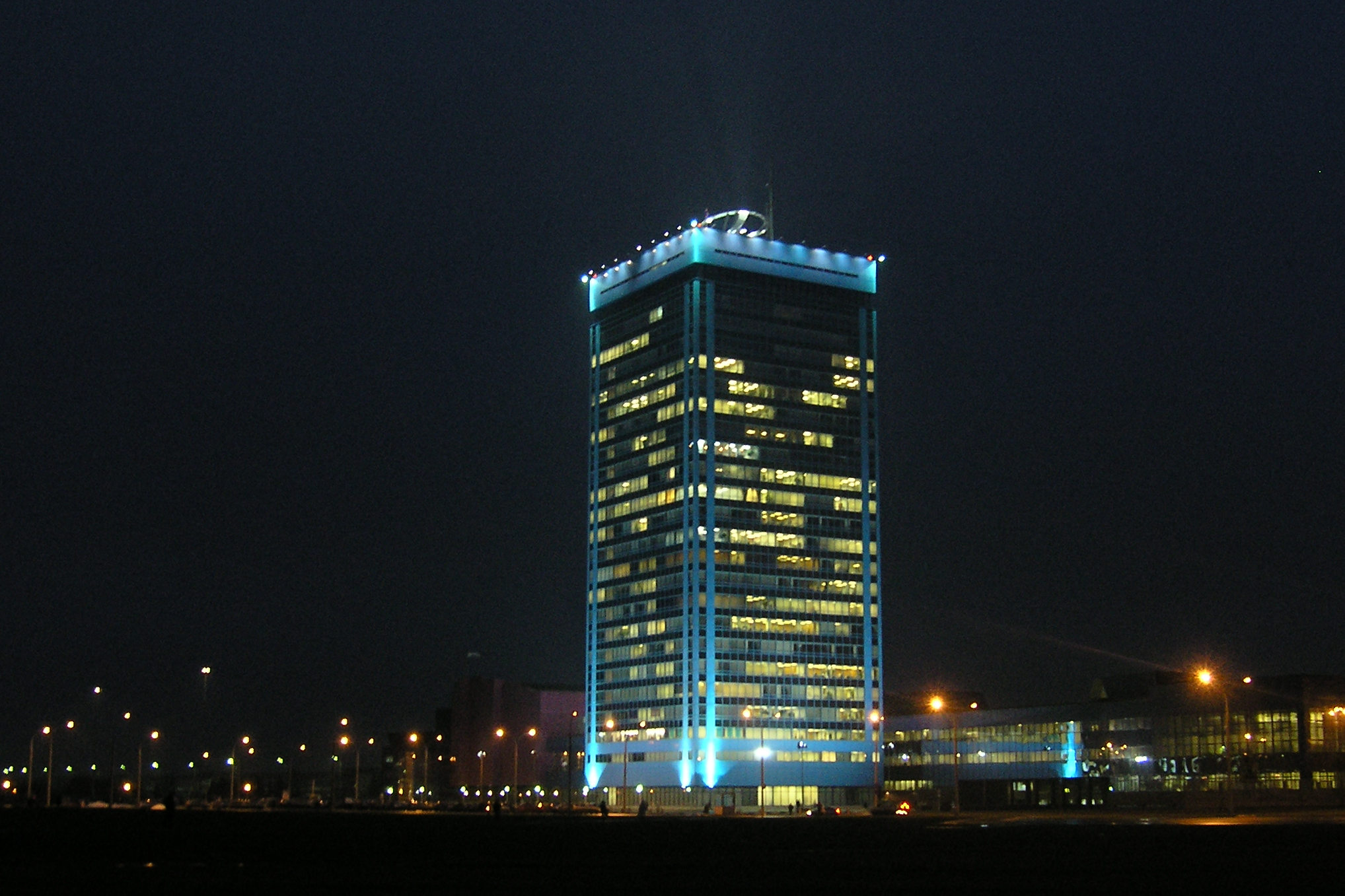
Вид на здание ранним утром

Здание генеральной дирекции «АвтоВАЗа» — здание заводоуправления АвтоВАЗа, самое высокое здание Тольятти.

## История
Строительство здания началось в 1970 году, однако достроить его в то время не удалось. Проблемы были как в финансовом отношении, так и в отсутствии у местных строительных организаций опыта и умения строить подобные высотные сооружения, а также из-за отсутствия технических и технологических возможностей. По словам одного из руководителей проектирования завода, бывшего директора управления главного архитектора Н. Я. Штриха, не было понимания ни как устроить кондиционирование в таком здании, ни как обеспечить возможность размещения вычислительной техники в любом помещении. К концу 1970-х стройка была заморожена.
Административные службы завода продолжали находиться на приспособленных арендованных площадях Тольяттинского политехнического института, а высокий стальной каркас здания в народе прозвали «ржавым скелетом», считая его чуть ли не самым затянувшимся долгостроем страны.
В 1993 году генеральный директор завода Владимир Каданников принял решение о необходимости завершения строительства здания. В это время завод переживал трудные времена, цены на комплектующие росли, объёмы производства снижались, завод перешёл на бартерные схемы взаиморасчётов. Однако эксперты полагали, что возможности дальнейшей консервации строительства были исчерпаны. На долгострое могли образоваться дефекты, которые вынудили бы разбирать уже построенный каркас, а не достраивать его. Проведённая в том же 1993 году экспертиза показала, что несущие конструкции были в удовлетворительном состоянии, требовалась замена лишь отдельных алюминиевых профилей и деревянных оконных переплётов, некогда специально закупленных в Литовской ССР.
Министерство внешней торговли РФ рекомендовало привлечь к работам польскую строительную компанию, однако руководство завода выбрало хорватскую фирму «Индустроградня», известную строительством, в том числе, здания Российской академии наук.
При строительстве применялось самое современное инженерное оборудование и отделочные материалы, что позволило зданию выглядеть современно и грациозно даже спустя сорок лет с момента начала строительства. Торжественное открытие здания состоялось 15 декабря 1995 года.
Для обучения эксплуатации подобного здания начальник цеха содержания зданий завода Е. Козлов был направлен в зарубежную командировку. Он же закупил необходимое оборудование, разработал технологию поддержания чистоты в здании, составил специальные графики уборки и т.д.
В 2001 году на вершину здания была установлена огромная вращающаяся эмблема торговой марки Lada. Операции предшествовала пятилетняя разработка конструкции. Масштабный проект символа прошёл испытания в аэродинамической трубе. Изготовленная на заводе 50-тонная конструкция была предварительно собрана и опробована на земле, а затем вновь разобрана на монтажные узлы. Специальный вертолёт-кран Ми-10К, совершил 12 подъёмов на крышу, поднимая сооружение по частям. Из-за использования вертолёта возникли опасения, что сильный поток воздуха от винтов может сорвать панели облицовки, однако сложная операция завершилась благополучно.
3 марта 2005 года, в день 90-летия со дня рождения первого генерального директора Волжского автозавода в здании заводоуправления установлен бронзовый бюст В. Н. Полякова. Также в 2005 году и здание, и эмблему в тёмное время суток стали подсвечивать прожекторами, что сделало их видными за 20—30 км от Тольятти.

## Архитектура

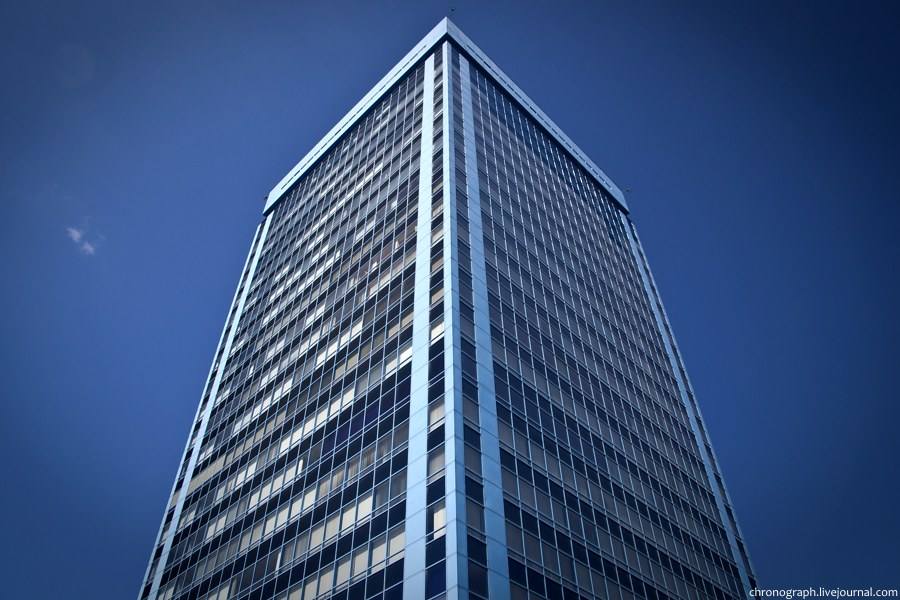

Автором проекта комплекса заводоуправления, в том числе и высотного здания, является Центральный научно-исследовательский и проектный институт жилых и общественных зданий. Проект был разработан в архитектурной мастерской под руководством Владимира Коробова. В дальнейшем готовый проект незначительно корректировался специалистами «Индустроградни».
Здание имеет свайное основание, сложный, глубокого заложения фундамент, металлический каркас высотой 100 м с монолитным железобетонным ядром, в котором размещены лифты.
25-этажное здание является самым высоким сооружением Тольятти: 96 м без учёта эмблемы, которая с учётом эстакады увеличила высоту ещё на 10 м. Сама по себе серебристая эмблема завода имеет высоту 5 м и ширину 15 м, а также массу около 45 т. Она вращается при помощи электромотора, совершая один оборот за 4,5 минуты, а при усилении ветра до скорости свыше 20 м/с автоматика разворачивает эллипс в положение с наименьшим сопротивлением воздуху.
25-й этаж — технический, на 24-м находятся ресторан и смотровой балкон, на 23-м — кабинет президента завода. В здании действует восемь скоростных лифтов, семь пунктов общественного питания, два медпункта. Также в административный комплекс заводоуправления входит расположенный рядом с высоткой и связанный с ней переходом конференц-зал на 800 мест и подземный гараж.